# Бардадым, Виталий Петрович
Вита́лий Петро́вич Бардады́м (24 июля 1931, Приморско-Ахтарск — 12 ноября 2010, Краснодар) — советский, российский краевед, писатель, член Союза писателей России, рентгенотехник. Почётный гражданин Краснодара.

## Биография
Родился в семье потомственных казаков. Детство прошло в Краснодаре. В 1937 году, после ареста отца, семья была выслана в станицу Пашковскую (ныне микрорайон Краснодара).
В 1951—1955 годах служил на Черноморском и Северном флотах. В период службы окончил 10-й класс вечерней школы и курсы башенных командиров, получив специальность морского артиллериста.
Окончил Ленинградский электротехнический медицинский техникум, работал рентгенотехником в Каневской районной больнице, краснодарской поликлинике № 8, городском тубдиспансере, поликлинике железнодорожной больницы.
Способствовал сохранению исторических объектов, установлению памятных знаков:
- по его инициативе восстановлена церковь в городской больнице № 1[3];
- предлагал восстановить памятник Екатерине II;
- инициировал открытие в доме атамана Якова Кухаренко Литературного музея Кубани
- инициировал установку мемориальных досок:
  - учёным Семёну и Валентине Кирлиан,
  - литературному критику Юрию Селезнёву,
  - генералу Михаилу Бабичу,
  - лётчику Вячеславу Ткачёву[3].

Умер 12 ноября 2010 года. Отпевание прошло в церкви городской больницы № 1.

### Семья
Отец — уроженец станицы Бриньковской, расстрелян в 1937 году.
Жена — Варвара Петровна Бардадым, поэтесса, автор 7 сборников стихов. Детей нет.

## Творчество
В школьные годы написал былину о Москве. Публиковал стихи с 1950-х годов: в краевых газетах, альманахе «Кубань», «Литературной России». В 1960—1970 годы был членом литературного объединения при редакции газеты «Приборостроитель» Краснодарского ЗИПа. Его четыре сборника стихов, опубликованные в 1988—2006 годы, включены в «Антологию русского лиризма. XX век».
Краеведческие работы начал публиковать в газете «Комсомолец Кубани» (первый очерк — «Кубанский Третьяков», 1974). С 1970-х годов изучал документы в архивах Ленинграда, Москвы, Риги, Ростова-на-Дону и других городов. С 1989 года состоял в Кубанском казачьем военно-историческом клубе.
Одним из первых в постсоветское время обратился к воссозданию жизни и деятельности представителей кубанского казачества — героев войны 1812 года, войн XIX — начала XX веков («Ратная доблесть кубанцев», 1993; «Атаманы», 2009). Писал и о кубанских писателях и поэтах XIX — начала XX веков (о Н. Канивецком, Н. Пивне, Д. Аверкиеве, отце К. Образцове), издавал их сочинения:
- в 1992 году подготовил к печати сборник рассказов Николая Канивецкого (1857—1911) «На вершок от счастья» и написал к нему послесловие[7].

Автор более 30 книг.

### Избранные сочинения
историко-краеведческие книги
- Бардадым В. П. Архитектура Екатеринодара. — Краснодар : Сов. Кубань, 2002. — 255 с. — 2000 экз. — ISBN 5-7221-0493-0
  -  — Краснодар : Лебедев Юрий Юрьевич, 2009. — 399 с. — 1000 экз. — ISBN 978-5-9901383-2-2
- Бардадым В. П. Атаманы : [о тех, кто стоял во главе Черноморского — Кубанского казачьего войска]. — Краснодар : Сов. Кубань, 2009. — 400 с. — ISBN 978-5-7221-0812-8
- Бардадым В. П. Верный сын Кубани. — Краснодар : Сов. Кубань, 2004. — 63 с. — (К 100-летию со дня рождения Петра Феофиловича Варухи, 25.06.1904-25.06.2004). — 1000 экз. — ISBN 5-7221-0594-5
- Бардадым В. П. Жизнь генерала Шкуро. — Краснодар : Сов. Кубань, 1998. — 96 с. — 1500 экз. — ISBN 5-7221-0213-X
- Бардадым В. П. Замечательные кубанцы. — Краснодар : Совет. Кубань, 2002. — 253+3 с. — 1000 экз. — ISBN 5-7221-0517-1
- Бардадым В. П. Зодчие Екатеринодара. — Краснодар : Сов. Кубань, 1995. — 113 с. — (Содерж.: О И. и Е. Черниках, В. Филиппове, Н. Сеняпкине, Н. Маламе, Н. Петине, А. Косякине, И. Мальгербе, А. Козлове, М. Рыбкине и др.). — 5000 экз. — ISBN 5-7221-0070-6
- Бардадым В. П. Зодчие Кубани. — Краснодар : Вишера, 2011. — 355 c. — 1000 экз. — ISBN 978-5-9902334-2-3
- Бардадым В. П. Кисть и резец : Художники на Кубани. — Краснодар : Совет. Кубань, 2003. — 252+3 с. — 1000 экз. — ISBN 5-7221-0549-X
- Бардадым В. П. Кубанские арабески : Краевед. очерки. — Краснодар : Сов. Кубань, 2000. — 320 с. — 1000 экз. — ISBN 5-7221-0329-2
- Бардадым В. П. Кубанские портреты : [О кубанцах-строителях культ. жизни на рубежах юга России]. — Краснодар : Сов. Кубань, 1999. — 287 с. — 1000 экз. — ISBN 5-7221-0255-
- Бардадым В. П. На берегах кубанских… — Краснодар : Советская Кубань, 2009. — 232 с. — 1000 экз. — ISBN 978-5-7221-0839-5
- Бардадым В. П. Открытки на память. — Краснодар : Сов. Кубань, 2005. — 215 с. — 1000 экз.
- Бардадым В. П. Отцы города Екатеринодара. — Краснодар : Совет. Кубань, 2005. — 176 с. — 1000 экз. — ISBN 5-7221-0666-6
  -  — Краснодар : Ю. Ю. Лебедев, 2009. — 192+15 с. — ISBN 978-5-9901383-1-5
- Бардадым В. П. Под небом родным. — Краснодар : Советская Кубань, 2011. — 320 с. — (Содерж.: Род Бардадымов; Автобиографические этюды). — 500 экз. — ISBN 978-5-7221-0886-9
- Бардадым В. П. Послесловие // Канивецкий Н. Н. На вершок от счастья : [Сб.] / [Худож. Б. Недоспасов]. — Краснодар : Сов. Кубань, 1993. — 192 с. — С. 171—191. — 20000 экз.
- Бардадым В. П. Прекрасное на Кубани : зодчество. Скульптура. Живопись. — Краснодар : Советская Кубань, 2006. — 192 с. — 1000 экз. — ISBN 5-7221-0686-0
- Бардадым В. П. Радетели земли кубанской : Краевед. очерки. — Краснодар : Кн. изд-во, 1986. — 158 с. — (О Д. И. Менделееве, Н. И. Вавилове, В. В. Докучаеве, Н. И. Пирогове, А. И. Носатовском, В. С. Пустовойте, П. П. Лукьяненко, М. И. Хаджинове, И. Г. Савченко, С. В. Очаповском и др.). — 10000 экз.
  - Радетели земли кубанской : [О выдающихся людях Кубани]. — [2-е изд., доп.]. — Краснодар : Сов. Кубань, 1998. — 271 с. — 2000 экз. — ISBN 5-7221-0168-0
- Бардадым В. П. Ратная доблесть кубанцев. — Краснодар : Сев. Кавказ, 1993. — 175 с. — 20000 экз. — ISBN 5-207-00278-3
  -  — Краснодар : [б. и.], 2010. — 304 с. — 1000 экз. — ISBN 978-5-7221-0879-1
- Бардадым В. П. Священные камни. — Краснодар : Сов. Кубань, 2007. — 240 с.
- Бардадым В. П. Серебряная ложка : Рассказы / [Оформ. худож. П. Е. Анидалова]. — Краснодар : Сов. Кубань, 1993. — 159 с. — (сборник рассказов о судьбах екатеринодарцев). — 15000 экз. — ISBN 5-7221-0004-8
  -  — Краснодар : Советская Кубань, 2010. — 55 с. — ISBN 978-5-7221-0853-1
- Бардадым В. П. Театральный листок : Этюды театр. жизни. — Краснодар : Кн. изд-во, 1984. — 128 с. — 10000 экз.
- Бардадым В. П. Этюды о Екатеринодаре : К 200-летию города. — Краснодар : Сев. Кавказ, 1992. — 130+5 с. — 80000 экз. — ISBN 5-207-00276-7
  -  — Краснодар : Традиция, 2013. — 188 с. — (Библиотека кубанского школьника). — (Писатели Кубани). — 2000 экз. — ISBN 978-5-91883-125-0
- Бардадым В. П. Этюды о прошлом и настоящем Краснодара. — Краснодар : Кн. изд-во, 1978. — 127 с. — 10000 экз.
- Бардадым В. П. «Я помню вечер…». — Краснодар : Сов. Кубань, 1998. — 191 с. — 1000 экз. — ISBN 5-7221-0197-4

сборники стихов
- Бардадым В. П. Казачий курень : Стихи. — Б. м. : Товарищество рус. художников, 1992. — 197 с. — (Содерж.: Циклы: Талисман; Непочатая вода; Запорожская икона). — 5000 экз.
- Бардадым В. П. Венок сонетов. — Краснодар : Сов. Кубань, 1994. — 15 с . — 1000 экз. — ISBN 5-7221-0041-2
- Бардадым В. П. Лик Земли : Стихи / [Худож. В. А. Глуховцев]. — Краснодар : Кн. изд-во, 1988. — 62 с. — (Поэзия Кубани). — (Содерж.: Циклы: Глаза матери; Казачий курень). — 4000 экз. — ISBN 5-7561-0135-7
- Бардадым В. П. Сонеты. — Краснодар : Советская Кубань, 2006. — 159 с. — 1000 экз. — ISBN 5-7221-0701-8

Книги о знаменитых певцах прошлых лет
- Бардадым В. П. Тот самый Петр Лещенко : Страницы жизни и творчества. — Краснодар : Соло, 1993. — 237 с. — 15000 экз. — ISBN 5-85892-036-5
- Бардадым В. П. Александр Вертинский без грима. — Краснодар : Совет. Кубань, 1996. — 207 с. — (Дискогр.: с. 147—190. — Нотные изд. песен А. Н. Вертинского: с. 191—200. — Основной репертуар А. Н. Вертинского: с. 201—204). — 3000 экз. — ISBN 5-7221-0119-2
- Бардадым В. П. Юрий Морфесси — баян русской песни : [Страницы жизни и творчества]. — Краснодар : Совет. Кубань, 1999. — 239 с. — (Дискогр.: с. 197—222). — 1000 экз. — ISBN 5-7221-0237-7

## Награды
- Премия администрации Краснодарского края в области культуры и искусства имени первого просветителя Кубани К. В. Россинского (1995)[4].
- Почётный гражданин Краснодара (2007)[8].
- Медали:
  - «За заслуги»[3],
  - «За выдающийся вклад в развитие Кубани» 2-й степени[3].
- награды казачества[3]:
  - Казачий орден «За любовь и верность Отечеству»
  - Наградной крест «За заслуги перед Кубанским казачеством»
- медаль «За преданность содружеству зодчих» с избранием почётным членом Союза архитекторов РФ — за сохранение истории зодчества Екатеринодара — Краснодара[3].

## Память
Имя В. П. Бардадыма присвоено детской библиотеке № 1 Краснодара (2011).
В честь Виталия Петровича была названа улица города Краснодара.